# Aellopos clavipes
Aellopos clavipes (Rotschild & Jordan, 1903) è un lepidottero appartenente alla famiglia Sphingidae, diffuso in America Settentrionale, Centrale e Meridionale.

## Descrizione

### Adulto
Può risultare simile a A. tantalus, ma di solito ha dimensioni leggermente più grandi.
L'ala anteriore presenta una colorazione brunastra scura, con striature grigio-brunastre e tre piccole macchie bianche, due delle quali risultano quasi unite. L'ala posteriore risulta anch'essa di una colorazione brunastra-nera, più uniforme.

Il corpo è scuro e presenta una marcata banda bianca trasversale sulla parte dorsale del IV segmento addominale.
Le antenne sono clavate, e uncinate nella parte terminale. L'apertura alare è compresa tra 50 e 64 mm.

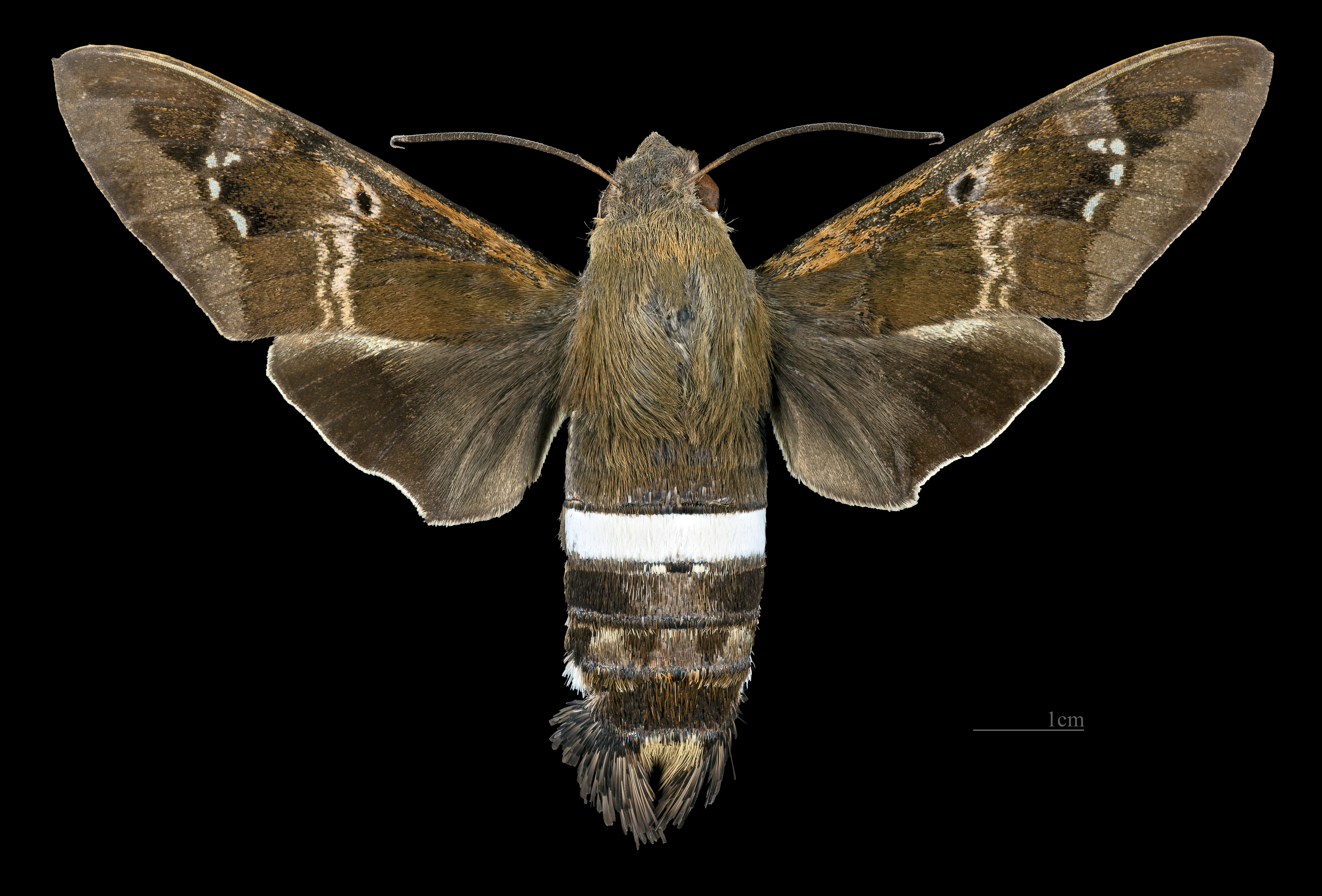
Aellopos clavipes ♀
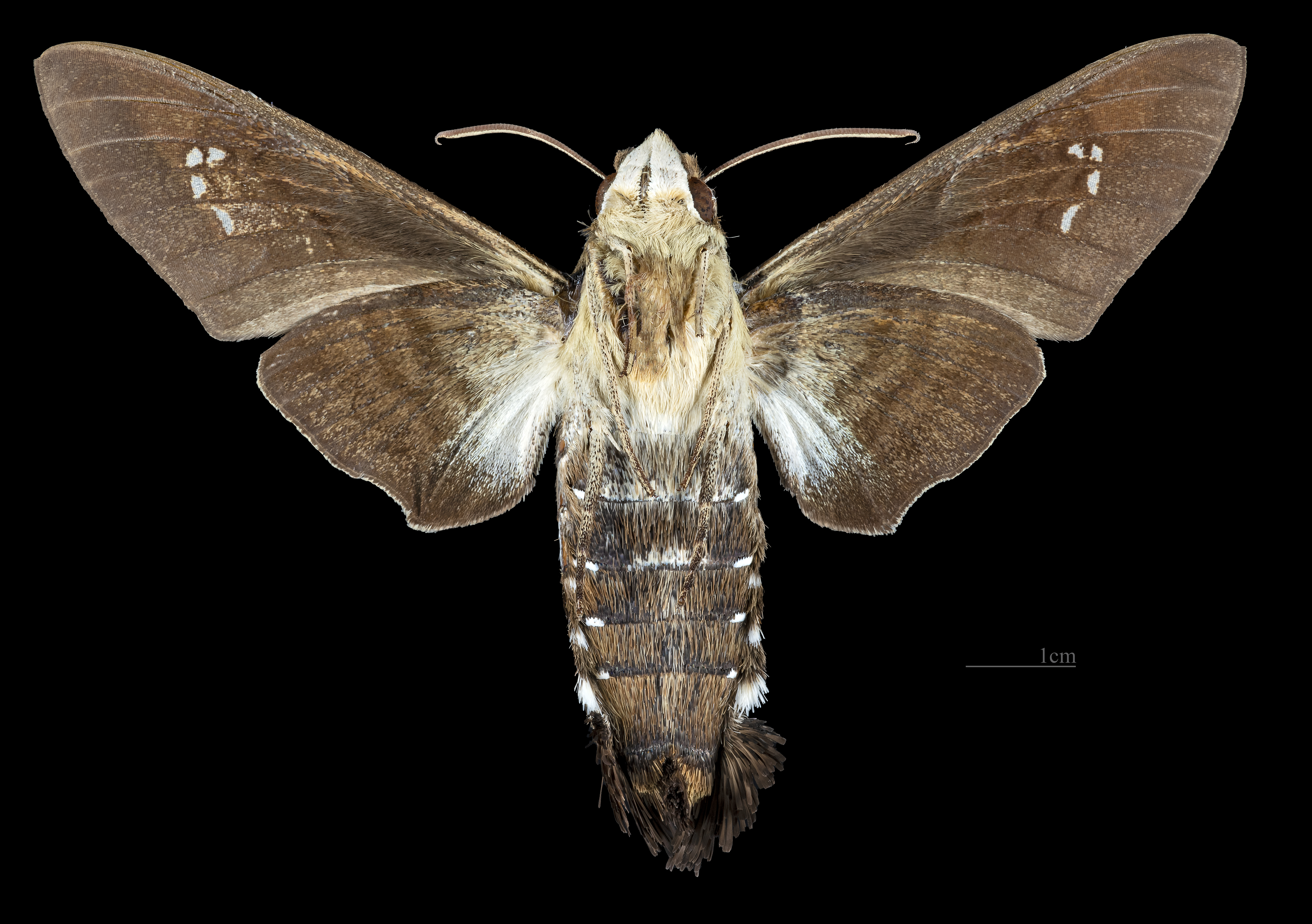
Aellopos clavipes  ♀ △

### Pupa
I bruchi si impupano in piccole camere ipogee, non molto profonde.

## Distribuzione e habitat
La specie è distribuita tra gli Stati Uniti meridionali (Florida, Texas, Arizona, California) ed il nord dell'Argentina, passando anche per la Giamaica, Cuba e l'isola di Hispaniola.
L'habitat è rappresentato da pianure tropicali o subtropicali.

## Biologia

### Periodo di volo
La specie è probabilmente trivoltina, con una prima generazione intorno a dicembre, una seconda tra aprile e maggio, ed una terza verso settembre.

### Alimentazione
I bruchi si alimentano su foglie di alcune specie di Rubiaceae, tra cui:
- Genipa americana L.
- Guettarda macrosperma Donn. Sm.
- Randia aculeata L.
- Randia monantha Benth.
- Randia rhagocarpa Standl.

## Tassonomia

### Sottospecie
Sono state descritte solo due sottospecie, entrambe di validità non riconosciuta dall'unanimità degli entomologi:
- Aellopos clavipes clavipes (Rotschild & Jordan, 1903)
- Aellopos clavipes eumelas (Jordan, 1924) (Giamaica); di norma più scura e leggermente più grande (D'Abrera, 1986).

Al British Museum risulta inoltre conservata una serie di esemplari, appartenente ad una popolazione dalle ridotte dimensioni, catturati nelle foreste di Cuba (D'Abrera, 1986).

### Sinonimi
Sono stati riportati due sinonimi:
- Sesia clavipes Rothschild & Jordan, 1903
- Sesia clavipes eumelas Jordan, 1924